# Бурносов, Александр Леонидович
Александр Леонидович Бурносов (род. 30 июля 1955 года) — российский государственный и политический деятель. Депутат Государственной думы Федерального собрания Российской Федерации V созыва. Член всероссийской общественной организации ветеранов «Боевое братство».

## Биография
Родился 30 июля 1955 года в городе Льгов Курской области.
В 1976 году Бурносов окончил Военно-транспортный университет железнодорожных войск. Уже в 2008 году прошёл обучение на факультет переподготовки и повышения квалификации Военной академии Генерального штаба ВС РФ.
С 1976 по 1992 год проходил службу в рядах Вооружённых сил в Московском военном округе, уволен в запас в звании подполковника.
В период с 1994 по 2004 занимался коммерской деятельностью, возглавлял ряд структур: компании ЗАО «Юкка Лтд», ЗАО «Экосим Лтд», был членом совета директоров ОАО «Пензаагрожилстрой», советником вице-президента ОАО «Росагропромстрой».
С 2004 по 2005 год был помощником министра транспорта РФ Игоря Левитина.
Работал советником губернатора Московской области.
В 2007 году был избран депутатом Государственная дума Федерального собрания Российской Федерации V созыва в составе федерального списка кандидатов, выдвинутого партией «Единая Россия». В Госдуме входил в партийную фракцию, был членом комитета по бюджету и налогам. Также во время работы в Госдуме был членом постоянной делегации ФС РФ в межппарламентской ассамблее православия.
С апреля 2016 по апрель 2019 года был директором петербургского ГБУ «Мостотрест».

## Награды
Награждён медалью «За безупречную службу» II и III степени, юбилейными медалями «60 лет Вооружённых Сил СССР», «70 лет Вооружённых Сил СССР», «300 лет российскому флоту», медалью «в память 850-летия москвы», знаком «Почётный железнодорожник».

## Семья
Женат, имеет сына и дочь.